# Al-Barka
Al-Barka is een gemeente in de Filipijnse provincie Basilan op het gelijknamige eiland. Bij de laatste census in 2007 had de gemeente ruim 26 duizend inwoners.

## Geschiedenis
Deze gemeente is in 2006 ontstaan door afsplitsing van de gemeente Tipo-Tipo.

## Geografie

### Bestuurlijke indeling
Al-Barka is onderverdeeld in de volgende 16 barangays:
| - Apil-apil - Bato-bato - Bohe-Piang - Bucalao - Cambug - Danapah - Guinanta - Kailih | - Kinukutan - Kuhon - Kuhon Lennuh - Linuan - Lookbisaya - Macalang - Magcawa - Sangkahan |